# Філіпп Проворков
Філіпп Проворков (15 квітня 1988) — естонський спортсмен. Чемпіонату світу з водних видів спорту 2017, де в попередніх запливах на дистанції 50 метрів брасом посів 41-ше місце і не потрапив до півфіналу.